# Rifugio Antonio Moro
Il rifugio Antonio Moro (in spagnolo Refugio Antonio Moro) è un rifugio antartico temporaneo argentino nei pressi della base San Martín.
Localizzato ad una latitudine di 63° 25' sud e ad una longitudine di 56°58' ovest, venne costruito nel 1955 come punto di appoggio logistico ed è attualmente abbandonato.